# Sandveld

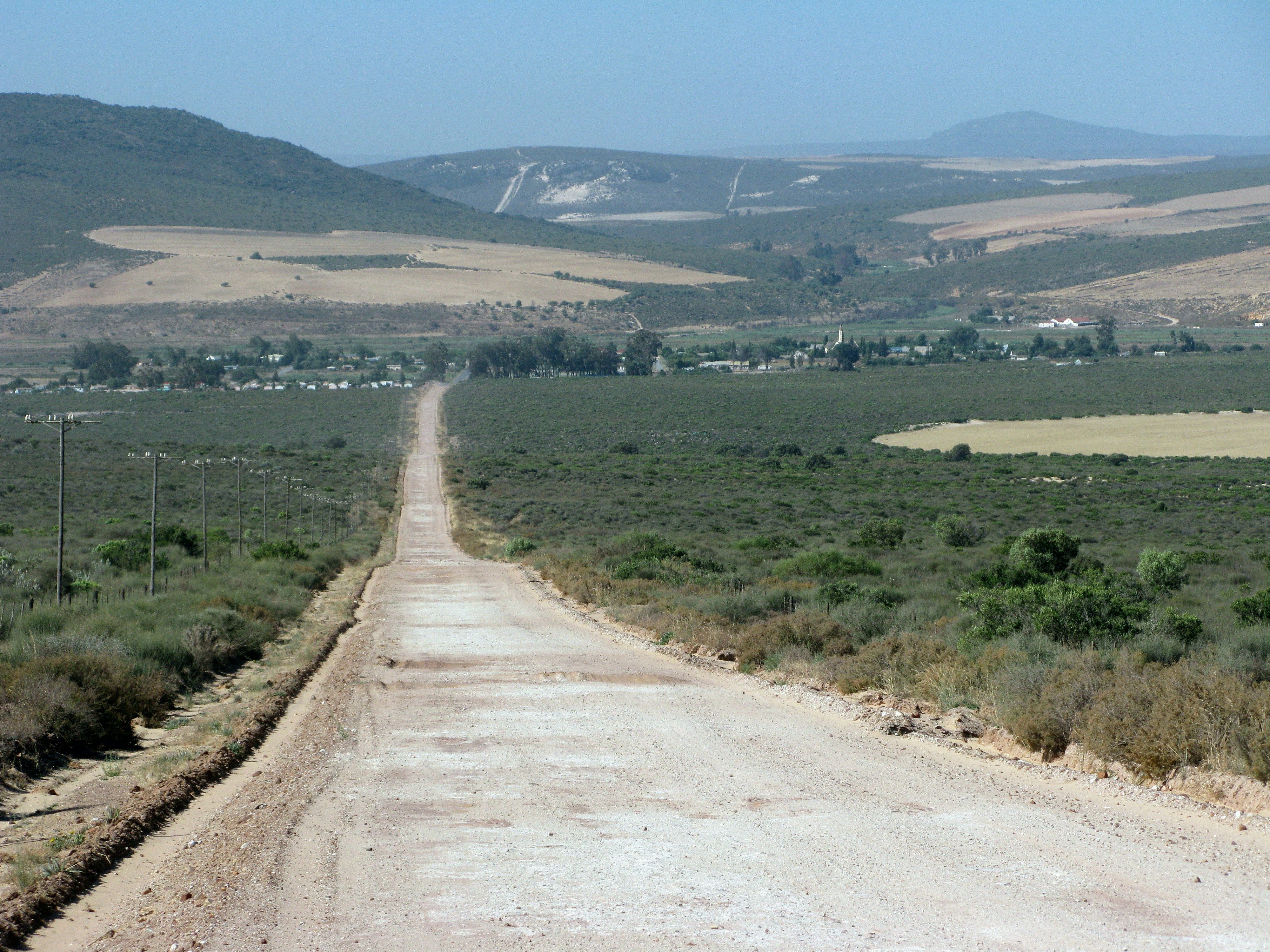
Landwirtschaftlich genutztes Gebiet im Sandveld bei Redelinghuys

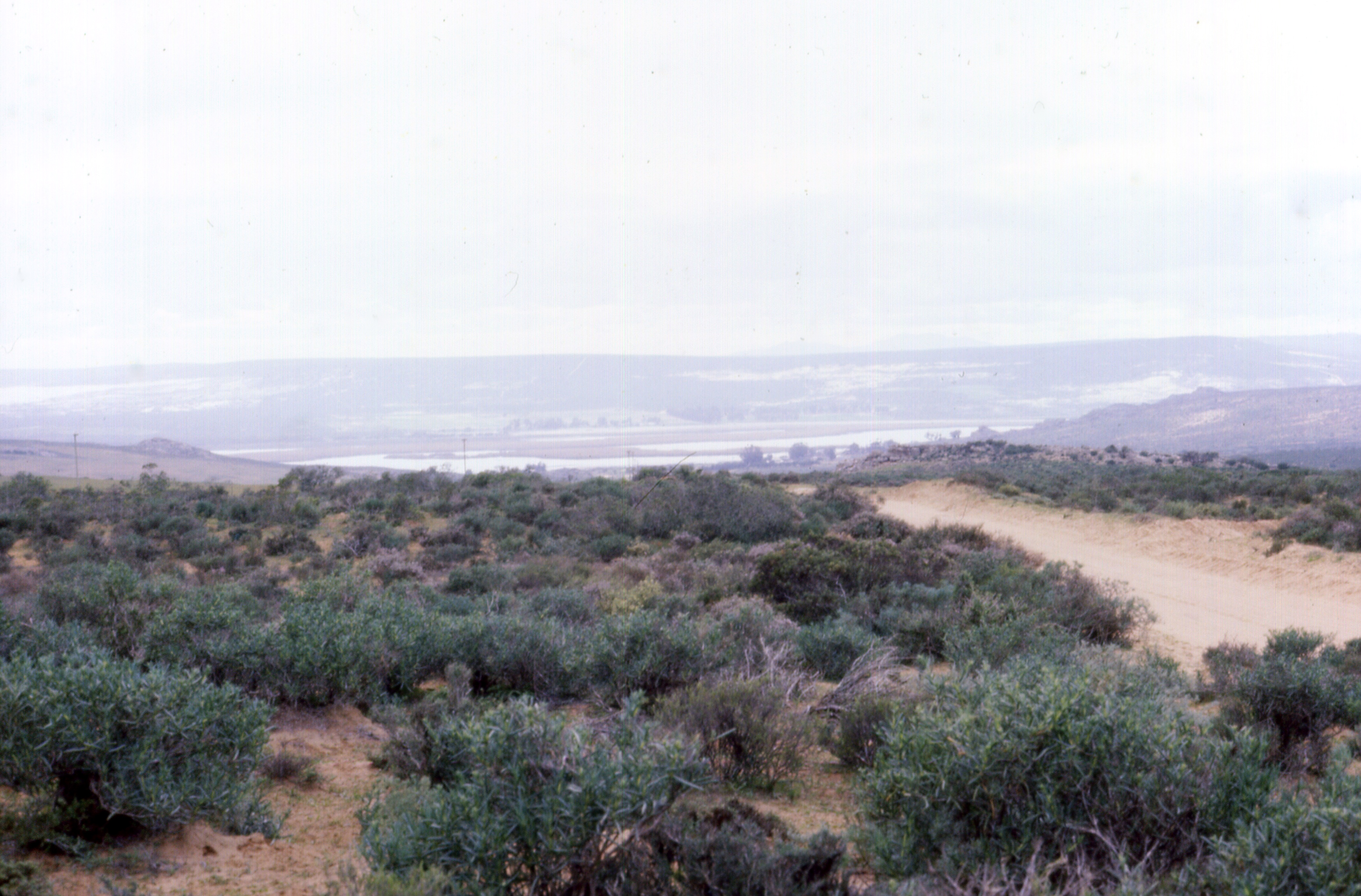
Küstennahe Landschaft bei Elands Bay

Das Sandveld ist ein schmaler, schwach bevölkerter Landstreifen in Südafrika zwischen den Distrikten West Coast und Swartland, von Hopefield im Süden bis nach Lutzville im Norden. Das Klima und die Vegetation sind denen des Distrikts West Coast sehr ähnlich. Unter anderer Betrachtung liegt das Gebiet zwischen der Mündung des Cape Olifants River und der False Bay. Nördlich des Groot Berg River ist der Landschaftsname Strandveld verbreitet.
Der Name dieser Region kommt von den hier verbreiteten sandigen Böden.
Im Osten grenzt das Sandveld an das Hügelrelief des Swartland. Wanderdünen prägen bei Cape Columbine die bis 60 Kilometer in das Landesinnere reichende Landschaft. Die geringste Ausdehnung mit nur 5 Kilometer Breite erreicht sie bei Bloubergstrand an der Tafelbucht. Bei Mamre und Darling treten einige gewölbte Granitkuppen aus der Sandlandschaft heraus, worunter der Dassenberg mit 568 Metern als höchste Erhebung in Erscheinung tritt. Zwischen St. Helenabaai und Saldanha Bay bildet das Granitmassiv von Vredenburg-Langebaan bis 260 Meter hohe Felsen, stellenweise mit schroffem Abfall zur Küste. Ansonsten ragen nur einige wenige Kliffs des Tafelbergsandsteins bis maximal 30 Meter über die flachen Sandareale der Küste. Durch den fast ununterbrochen wehenden Wind aus südlicher und südöstlicher Richtung entstanden bis 10 Kilometer landeinwärts Sanddünen in den Cape Flats.
Zur Region Sandveld gehört auch die Langebaan Lagoon und die gleichnamige Halbinsel aus Granit. Sie wird von Dünen mit einer Höhe zwischen 30 und 60 Metern durchzogen. Auf den Granitflächen haben sich durch die Seevogelkolonien erhebliche Guanoschichten abgelagert. Der Norden des Sandveld weist sehr wenige Wasserläufe bzw. Trockenflüsse auf. Auf einer Länge von 120 Kilometern zwischen der Mündung des Cape Olifants River und der St. Helenabaai durchqueren nur fünf Trockenflussbetten den mit spärlicher Vegetation und hohen Dünenzonen versehenen Küstenstreifen. Selbst in der regnerischen Winterzeit kommen diese Riviere nur episodisch ab. Der nördlichste von ihnen, der Sand Leegte, zeigt sogar nur eine singuläre Wasserführung. Nach einer Untersuchung des Department of Water Affairs im Jahre 1957 war im Mittel- und Unterlauf seit 20 Jahren kein abkommendes Wasser mehr festzustellen gewesen.
Ähnlich dem Namaqualand überziehen im Frühjahr Blütenteppiche das im Sommer braungebrannte Land.
In diesem Gebiet liegen die Orte Graafwater, Lamberts Bay, Leipoldtville und Redelinghuys. Die Wirtschaft der Region basiert hauptsächlich auf Landwirtschaft (Rinder, Schafe, Weizen und Gemüse). 
Ein beträchtlicher Teil der südafrikanischen Saat-Kartoffeln werden hier geerntet.

## Weiterführende Literatur
- Hilda Mason, Enid du Plessis: Western Cape Sandveld Flowers. Struik, Cape Town 1972